# Body Harvest
Vous lisez un « bon article » labellisé en 2008.
Body Harvest est un jeu vidéo développé par DMA Design (désormais Rockstar North) et sorti sur Nintendo 64 en 1998. Dans ce GTA-like, le joueur incarne un super-soldat venu du futur pour empêcher des extraterrestres de « moissonner » l'espèce humaine. Chaque niveau du jeu est une large région en trois dimensions où le joueur peut circuler librement, à pied ou en véhicule. Ce gameplay rapproche le jeu de la série Grand Theft Auto, du même développeur, qui n'en est qu'à son premier opus à l'époque.
À l'origine produit par Nintendo pour le lancement de sa console, le jeu sort avec un retard de trois ans et reçoit un accueil mitigé de la presse. Vendu à moins de 200 000 exemplaires, le jeu est un échec commercial pour ses producteurs définitifs, Midway et Gremlin Interactive.

## Synopsis
Depuis 1916, la planète Terre est régulièrement attaquée par une race d'insectes géants extraterrestres. Cette race d'aliens nomades se déplace par le biais d'une gigantesque comète artificielle dont l'orbite est, tous les 25 ans, assez proche de la Terre pour envisager une invasion. Ils ont alors quatre jours pour établir un champ de force impénétrable dans une région donnée, emprisonnant les êtres humains présents à l'intérieur, et commencer leur moisson (harvest en anglais).
Progressivement, les aliens ont ainsi moissonné et dévoré les milliards d'individus qui peuplaient la planète :
1916 : la première attaque s'effectue en Grèce.
1941 : la totalité de Java est détruite.
1966 : 98 % du continent américain disparait.
1991 : en Sibérie, les derniers commandos humains sont vaincus par les millions de créatures extra-terrestres.
Une poignée de scientifiques et de soldats a néanmoins réussi à s'échapper dans une base spatiale, la station Omega. Forts de leurs progrès scientifiques, les survivants ont réussi à mettre au point une machine à remonter le temps dans le but d'envoyer un surhomme dans le passé, aux moments des différentes invasions, pour inverser le cours de l'histoire.

## Système de jeu

### Généralités

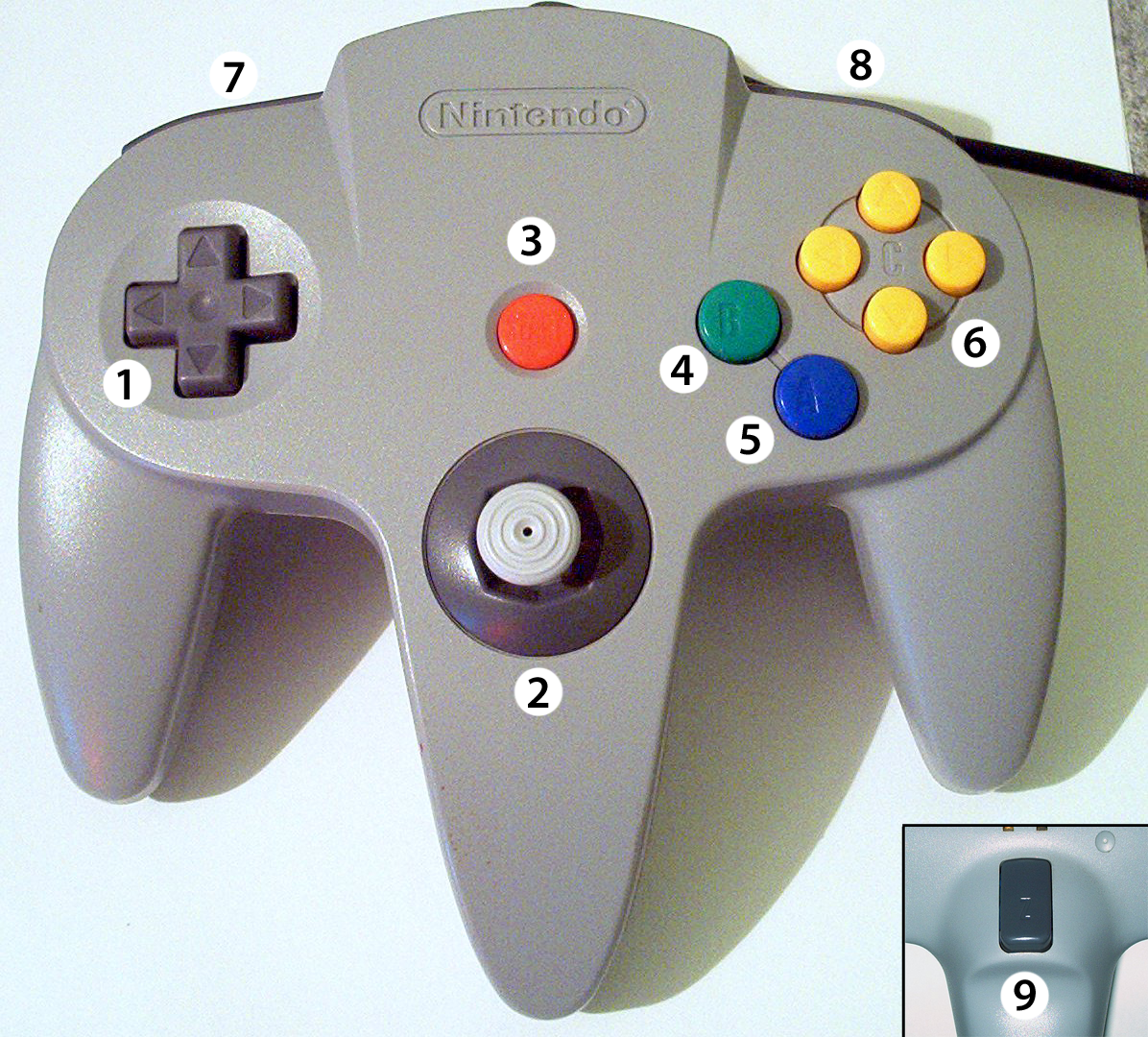
Présentation des commandes du jeu :
1 : choix de l'arme ; 2 : mouvements directionnels ; 3 : pause/menu ; 4 : non utilisé/freiner ; 5 : interaction/accélérer ; 6 : entrer/sortir d'un véhicule ; 7 : écouter le dernier message ; 8 : viser ; 9 : tirer.

Le joueur incarne le super-soldat Adam Drake, avec une vue à la troisième personne. Il peut se balader librement dans une zone assez importante pour l'époque, plus de 6 km², où il peut visiter les habitations, parler avec les autochtones, et conduire les quelque 60 véhicules proposés (voitures, motos, avions, hélicoptères, ou bateaux). Adam peut courir et faire des roulades mais ne peut pas sauter ; il nage très mal et ne peut rester dans l'eau que quelques secondes avant de se noyer.
Son but est de détruire le Processeur alien de chaque zone, l'insecte qui contrôle la moisson aux alentours, tout en protégeant les villages humains des nombreuses vagues d'attaques aliens. Une fois tous les processeurs d'une région détruits, il ne reste plus au joueur qu'à se battre contre le boss de fin de niveau pour changer d'époque.
Adam peut visiter certaines maisons où il peut récupérer divers items (armes, munitions, santé, essence) ; lorsqu'une maison est habitée, il peut discuter avec la personne pour obtenir des renseignements ou débloquer des passages. À l'extérieur, aucune interaction n'est permise avec les habitants qui ne savent que s'enfuir lorsqu'un danger les guette.
Adam est assisté à distance par Daisy, sa supérieure, qui lui transmet ses ordres de missions depuis leur vaisseau, et de Bob, un robot qui lui fournit des informations complémentaires. Pour progresser jusqu'au Processeur alien d'une zone, Adam doit accomplir divers objectifs en résolvant des énigmes.

### Déroulement d'une mission
Lorsqu'Adam arrive dans une zone, aucun ennemi n'est encore présent. Mais les extraterrestres peuvent se téléporter et apparaître à n'importe quel endroit du niveau. Généralement, les extraterrestres apparaissent lorsque le joueur traverse un endroit précis pour lui barrer la route. Il existe environ 70 sortes d'ennemis différents dans le jeu.
Cependant tous les oppresseurs ne s'intéressent pas au joueur, certains groupes (appelés « vague alien ») se téléportent à un endroit de la carte où habitent des humains afin de les moissonner. Une vague alien est caractérisée par la présence en son sein d'un Moissonneur, un type d'insecte particulier. Ce dernier peut engendrer des HCU, sortes de blobs gélatineux contrôlés par le Moissonneur qui ont pour charge d'attraper les humains alentour et de les ramener vers le Moissonneur pour qu'ils soient dévorés. Un autre type d'insecte, le Goliath, a pour rôle de détruire les habitations pour en faire sortir les humains. La composition du reste de la vague alien peut varier, sa fonction est de protéger le Moissonneur.
Lorsque l'un de ces groupes apparaît, Daisy signale à Adam qu'elle détecte une vague alien, et une flèche rouge s'affiche sur l'écran pour indiquer dans quelle direction doit partir Adam afin de stopper la vague. Lorsque le Moissonneur est détruit, la moisson ne peut plus être poursuivie et la vague alien est stoppée. Si un Moissonneur parvient à dévorer six humains, il se transforme en Mutant, un ennemi bien plus résistant. Lorsqu'un humain meurt, une barre se remplit et une fois que les pertes deviennent trop importantes, la planète explose et la partie est perdue.

### Système de niveaux
À chaque époque où une vague extraterrestre a eu lieu correspond à un niveau du jeu et il revient au joueur de changer le cours de l'histoire. À chaque changement d'époque, les extraterrestres évoluent et deviennent plus résistants, plus nombreux et plus dangereux, d'autres types d'envahisseurs apparaissent également.
Les décors changent radicalement selon l'époque : l'épisode en Grèce se déroule sous un climat méditerranéen, celui en Amérique se déroule entre les buildings, celui à Java se déroule sous une pluie tropicale, celui en Sibérie se déroule dans la neige et le niveau final se déroule dans une station spatiale. Chaque niveau est subdivisé en plusieurs zones et le champ énergétique déployé par les extraterrestres sert de démarcation au niveau et aux différentes zones.
La bataille finale se déroule en 2016, la véritable époque d'Adam. Les époques 1991 et 2016 ne sont disponibles qu'au niveau de difficulté maximum.

Reproduction du HUD du jeu

### Environnement sonore
À l'époque, DMA Design possède l'un des plus importants département audio d'Europe. La bande son de Body Harvest est dynamique, c'est-à-dire qu'elle s'adapte à l'action du jeu, grâce à sa nature MIDI. Le thème principal du jeu est une musique orchestrale mélancolique jouée par un piano et des instruments à cordes.
Aucune voix ne peut être entendue dans le jeu, en dehors des cris des humains et des crissements aigus des insectes.

## Histoire du développement
Dans les années 1990, Nintendo propose au studio écossais DMA Design de faire partie des studios de développement indépendants qui devront créer les premiers jeux pour lancer sa nouvelle console, la Nintendo 64.
Le développement du jeu est long et difficile, et Body Harvest connaît de nombreux changements, la faute revenant à une vision du jeu totalement opposée entre DMA Design et Nintendo. Nintendo insiste pour que le jeu intègre des éléments de jeu de rôle, DMA Design préfère miser sur le côté action du jeu. DMA Design est jusqu'alors habitué à programmer ses jeux sans que les éditeurs ne s'impliquent. De l'aveu des développeurs quelques années plus tard, les quelques tentatives d'incorporer des éléments de jeu de rôle n'étaient pas convaincantes, et la qualité du jeu a souffert du conflit entre ces deux visions différentes du projet.
La position de Nintendo en tant que producteur du jeu se complique encore plus lorsque DMA Design est racheté par Gremlin Interactive en 1996. Un accord est finalement passé en 1997 pour que Gremlin produise le jeu en Europe, mais Gremlin a besoin d'un producteur pour distribuer le jeu aux États-Unis. Alors que le jeu doit sortir à la fin de l'année, aucun distributeur n'est encore choisi en avril 1998. S'il est un temps question de Fox Interactive et d'Interplay, c'est finalement Midway qui produit le jeu en Amérique.
Prévu pour être l'un des titres de lancement de la console, le jeu ne sort que trois ans après le lancement de la Nintendo 64.

### Équipe de développement
- Chef de projet : John Whyte
- Directeur artistique : Stacey Jamieson
- Directeur du développement : Jim Woods
- Game design : John Whyte, Alan Davidson, Richard Ralfe, Lorne Campbell, Stacey Jamieson, Adam Fowler
- Level design : Lorne Campbell, Richard Ralfe, Mike Stirling
- Producteur exécutif : Dave Jones
- Musique et effets sonores : Stuart Ross, Allan Walker
- Programmation audio : Ciaran Rooney, Raymond Usher
- Artistes : Alan Davidson, Pat McGovern, Ian McQue, Craig Moore, Paul Reeves
- Programmation : Frank Arnot, Alan Campbell, Grant Clarke, Adam Fowler, Andy Innes, Doug Smith, Andrew West

Source,

### Parallèle avec GTA
Avec ses véhicules et ses grands espaces, le jeu apparaît comme le précurseur de la série des Grand Theft Auto du même développeur (DMA Design s'étant renommé Rockstar North entre-temps), dont le premier opus est sorti l'année précédente, et qui devait remporter un succès grandissant par la suite. De plus, trois ans avant Grand Theft Auto III, Body Harvest propose déjà un univers en trois dimensions ouvert à l'exploration. Pour DMA Design, le jeu aurait pu être aussi bon que Grand Theft Auto s'il n'avait pas souffert du conflit avec Nintendo.
Il existe quelques références à Body Harvest dans la série Grand Theft Auto : le camion de glace de Grand Theft Auto III joue la même musique que celui qu'on peut conduire dans le jeu et le nom d'une mission de Grand Theft Auto: San Andreas dans laquelle le joueur vole une moissonneuse-batteuse est intitulé Body Harvest en référence au jeu.

## Accueil
En 1997, Body Harvest est présenté à l'E3 où il fait forte impression. Plusieurs magazines spécialisés sont très emballés par le concept original du jeu : IGN le prédit comme « l'un des titres les plus intéressants et originaux de la Nintendo 64 » ; pour GamePro, Body Harvest est le jeu phare de l'E3 ; Next Generation Online déclare qu'il pourrait être « l'un des meilleurs jeux Nintendo 64 à l'horizon » ; Nintendojo le voit comme « le hit surprise de l'année ».

### Critiques
Body Harvest obtient un accueil partagé de la critique spécialisée. Il reçoit un score de 73 % sur la base de 12 critiques sur Metacritic. Les points forts du jeu généralement cités sont la liberté de mouvement, l'immensité des niveaux, et les véhicules, aboutissant à un gameplay original que GameSpot qualifie de « rafraîchissant ». Pour beaucoup, la bande son dynamique du jeu retranscrit parfaitement l'atmosphère,, même si GameSpot la juge trop répétitive.
La pauvreté des graphismes reste le défaut le plus fréquemment mentionné. Les décors décrits comme « polygonaux » par Game Revolution, le design des personnages jugé « trop kitsch » par IGN, le brouillard à l'horizon, les effets de lumière qualifiés de « pauvres » par Starpulse, les problèmes de clipping, le framerate trop bas, sont autant de reproches répertoriés. Pour la presse, les graphismes sont du niveau de la première génération des jeux Nintendo 64, dont Body Harvest aurait dû faire partie,. Starpulse relève cependant que les graphismes très simples permettent de libérer la mémoire vive de la console pour d'autres choses, par exemple la mémorisation de l'endroit où est laissé un véhicule pendant toute la partie.
La jouabilité, qualifiée de plutôt correcte, n'est pas non plus exempte de reproches. Il est notamment souligné que le changement d'armes se fait avec la croix directionnelle, ce qui oblige le joueur à lâcher le stick directionnel quelques secondes, une lacune pouvant s'avérer gênante pendant les combats,. Game Revolution déplore l'impossibilité de se déplacer en visant lorsque le joueur est à pied, ainsi que la lenteur du « mode visée » et l'inefficacité du verrouillage automatique des cibles. Cependant, le mode de visée plus fluide dans les véhicules, notamment dans les transports blindés équipés d'une tourelle amovible dans toutes les directions, est apprécié,. La possibilité de tourner la caméra à 360° semble satisfaire mais Game Revolution trouve « bizarre » que cela soit impossible à l'intérieur des bâtiments.
Quelques années plus tard, avec le succès de la série Grand Theft Auto, et la popularité croissante de DMA Design/Rockstar North, le jeu connaît une certaine réhabilitation sur Internet en tant que précurseur de Grand Theft Auto III. Ainsi, IGN le classe 9e dans le top 10 des jeux qui ont été sous-notés et sous-estimés.

### Ventes
Gremlin pensait que le jeu serait très rentable, Body Harvest ayant eu une couverture médiatique très favorable avant sa sortie. Prévu pour se vendre à plus de 500 000 exemplaires, le jeu n'atteint pas les 200 000 unités (dont seulement 90 000 en Europe). Cet échec commercial, ajouté à celui d’Actua Soccer 3, semble être la principale cause d'une baisse significative de la profitabilité anticipée de Gremlin durant l'année fiscale 1999. L'entreprise reporte un profit de seulement £1, 5M en fin d'année.
En conséquence, Gremlin finit par être racheté par la société française Infogrames en juin 1999.

### Médias externes
- [PDF] (en) Mode d’emploi de Body Harvest, Gremlin Interactive, 1998, 28 p. (lire en ligne)